# Баранов Віктор Федорович
Бара́нов Ві́ктор Фе́дорович (нар.14 жовтня 1950, Кривуші, нині Кременчуцького району Полтавської області — 30 липня 2014) — український письменник, поет,  перекладач. Голова Національної спілки письменників України (із жовтня 2011 по липень 2014), головний редактор літературного журналу «Київ», віце-президент Товариства «Україна-Румунія», член Комітету з присудження щорічної премії Президента України «Українська книжка року».

## Життєпис
Віктор Баранов народився 14 жовтня 1950 року у с. Кривуші Кременчуцького району на Полтавщині. Закінчив Кривушівську 8-річну школу (1966), Кременчуцьку середню школу №10(1968).
1974 року закінчив філологічний факультет Київського університету ім. Т. Шевченка. Працював на видавничій роботі.
З 1983 року він працював секретарем Національної спілки письменників України, а 19 листопада 2011 року його було обрано головою спілки. Він змінив на цій посаді Володимира Яворівського, що очолював Національну спілку письменників України протягом десяти років.
Віктор Баранов також був головним редактором літературного журналу «Київ», віце-президентом Товариства «Україна-Румунія».
Письменник Віктор Баранов брав участь у зустрічах із читачами (1985, Тернопіль, Бережани; 1987, Тернопіль, Бережани, Підволочиськ), святах літератури «Золота осінь» (1985, Тернопіль, Теребовля, Чортківський район), «Тернопільська весна» (1989, Тернопіль, Бучач, Збараж), «Медобори» (1996, Збараж, Ланівці), «Хліб України» (1997, Тернопіль), відзначенні 70-річчя від дня народження Р. Андріяшика (2003, Тернопіль, Борщів).
Помер уранці 30 липня 2014 року у віці 63 років у Києві після тривалої тяжкої хвороби. Похований на Байковому кладовищі (ділянка № 33).

## Творчість
Автор багатьох книжок поезії, прози, численних перекладів, літературно-критичних, публіцистичних та мистецтвознавчих публікацій.

### Поезія
- Збірки віршів:
  - «Народження полум'я» (1978);
  - «У середу рано» (1981);
  - «Жоржини в маминім саду»;
  - «Поворожи на вранішній зорі»;
  - «Хата синьоока» (Міжнародна літературна премія імені Григорія Сковороди «Сад божественних пісень», 2007).

Один із найвідоміших віршів Віктора Баранова — «До українців» — поклав на музику Теодор Кукуруза.

### Проза
- збірки повістей та оповідань «Переступаючи поріг» (1985), «Смуга біла, смуга чорна»;
- збірка гумористичних творів і літературних пародій «Вічний двигун» (1980);
- сатиричний роман «Презент»;
- романи «Притула», «Смерть по-білому» (Міжнародна літературна премія імені Миколи Гоголя, 2007); «Не вір, не бійся, не проси».

### Переклади
Перекладав з румунської твори М. Емінеску, Т. Аргозі, Ф. Нягу, Дж. Кашбука, Л. Блага та ін.

## Відзнаки
- Лауреат мистецької премії «Київ» у галузі художньої літератури ім. Євгена Плужника, премії ім. О. Гірника, Міжнародних літературних премій «Тріумф» та «Сад божественних пісень» ім. Г. Сковороди (2007), літературно-мистецької премії ім. М. Коцюбинського.

- Орден «За заслуги» III ст. (24 серпня 2012) — за значний особистий внесок у соціально-економічний, науково-технічний, культурно-освітній розвиток Української держави, вагомі трудові здобутки, багаторічну сумлінну працю та з нагоди 21-ї річниці незалежності України[4]

## Вшанування пам'яті
- У 2016 році на фасаді Кривушівської середньої школи була відкрита меморіальна дошка славетному земляку.
- 11 жовтня 2016 року на фасаді ЗОШ № 10 з поглибленим вивченням англійської мови, зліва від центрального пходу, була відкрита меморіальна дошка поету та письменнику, літературному діячеві В.Баранову[5].